# Monte Mai
Il monte Mai è una montagna dei Monti Picentini, nell'Appennino Campano, situata all'interno della Provincia di Salerno e compresa nei comuni di Calvanico e Giffoni Valle Piana. Con i suoi 1.607 metri, il monte Mai rappresenta la vetta più elevata tra il Gruppo Mai.

## Descrizione
Il faggio ricopre con fitte faggete la montagna e tra le valli del monte scende a quote insolitamente basse per il Sud Italia. Ciò avviene grazie alla buona esposizione della montagna alle fredde correnti di tramontana che in inverno sono causa di forti nevicate fino ai paesi del circondario. Tra le faggete del Monti Mai, la neve resiste per diversi mesi e fino a qualche anno fa erano note (tra i paesani dell'area) le nevi perenni dei monti Mai.
I Monti Mai sono anche una grande riserva di acqua, le quali alimentano gli acquedotti di Calvanico, ma anche quelli di Salerno (alimentato dalle acque del versante giffonese). Anche gli acquedotti della città di Napoli ricevono le acque dei Monti Mai, grazie alle captazioni nella valle del Tornola (versante serinese).
La ricchezza di acque del luogo è legata alla grande piovosità dell'area che raggiunge i 2000mm annui grazie all'esposizione ai venti umidi-marittimi di libeccio che risalgono dal golfo di Salerno. Un ruolo molto importante lo svolge la neve, che ricoprendo la montagna per molti mesi l'anno alimenta con costanza i grandi bacini imbriferi del monte.

## Percorsi
Il monte Mai è raggiungibile da Varco della Colla (1.062 m s.l.m.) compreso nel comune di Giffoni Valle Piana, percorrendo il sentiero n.16. Partendo invece dal comune di Calvanico, si potrà raggiungere la vetta dopo circa 3 ore imboccando il sentiero n.16/a.